# Novigrad
För andra betydelser, se Novigrad (olika betydelser).
Novigrad (italienska: Cittanova eller Cittanova d'Istria, tyska: Neuenburg) är en stad i landsdelen Istrien i Kroatien. Staden har 4 002 invånare (2001) och är en mindre turistort.